# Strychnine.213
Albums de Aborted
Slaughter & Apparatus: A Methodical Overture
(2007)
Strychnine.213 est le sixième album studio du groupe de Brutal death metal belge Aborted. L'album est sorti le 24 juin 2008 sous le label Century Media Records.
La sample audio du titre A Murmur in Decrepit Wits est un extrait d'une interview du tristement célèbre Charles Manson.
Le titre Slaughtered est une reprise du groupe de metal Pantera. Ce titre était déjà présent dans la liste des titres de l'édition japonaise de l'album précédent du groupe, Slaughter & Apparatus: A Methodical Overture.

## Musiciens
- Sven de Caluwe – chant
- Sebastian Tuvi – guitare, chant
- Peter Goemaere – guitare
- Sven Janssens – basse
- Dan Wilding – batterie

## Liste des morceaux
1. Carrion – 1:46
2. Ophiolatry on a Hemocite Platter – 4:51
3. I35 – 3:45
4. Pestiferous Subterfuge – 4:24
5. The Chyme Congeries – 3:45
6. A Murmur in Decrepit Wits – 4:43
7. Enterrement of an Idol – 3:24
8. Hereditary Bane – 2:49
9. Avarice of Vilification – 3:34
10. The Obfuscate – 4:09
11. Slaughtered (reprise du groupe Pantera) – 3:55